# Évêché titulaire d'Irenopolis-en-Isaurie
Irenopolis d'Isaurie est une ancienne ville d'Isaurie, en Asie Mineure.
Elle correspond aux villages actuels de Çatalbadem (anciennement Yukarı İrnebol « Irenopolis d'en haut ») et de İkizçınar (tr) (anciennement Aşağı İrnebol « Irenopolis d'en bas »), dans le district de Ermenek, province de Karaman .
Située dans le bassin du Calycadnus, elle faisait partie de la décapole d'Isaurie.
Irenopolis est citée dans le Synekdèmos d'Hiéroclès (VIe siècle) et dans la Descriptio orbis Romani de Georges de Chypre (VIIe siècle). C'est la ville natale de Grégoire le Décapolite.
Il existe une autre Irenopolis ou Eirenoupolis (Ειρηνούπολης) dans la Cilicie seconde. Elle se situe à l'emplacement de Düziçi (anciennement Haruniye) dans la province d’Osmaniye. Appelée auparavant Neronias (Νερωνιάς)ou Neronipolis, elle est citée par Nicéphore Calliste et Theodoret. Elle a été probablement fondée par Antiochos IV de Commagène en l'honneur de Néron, et a probablement été renommée sous le règne de Vespasien. C'était un évêché suffrageant d'Anazarbe.

## Évêché
Irenopolis est un ancien siège épiscopal, suffragant de Séleucie d'Isaurie. Cinq de ses évêques sont connus :
- Jean (325)
- Ménodore (451)
- Paul (458)
- Georges (692)
- Euschemon (878).

C'est aujourd'hui un siège titulaire des Églises catholique romaine et orthodoxe grecque.